# Andreas Lussi
Andreas Lussi (Stans, prima del 1562 – Stans, 1606) è stato un politico svizzero.

## Biografia
Di religione cattolica, fu fratellastro di Johann Lussi, e figlio di Melchior Lussi e di Katharina Amlehn. Contrariamente al padre, non fece carriera militare, bensì si dedicò alla sola attività politica, diventando cancelliere a Locarno tra il 1580 e il 1596 e Landamano di Nidvaldo nel 1598 e nel 1604. Fu membro della confraternita di Nostra Signora di Büren e Maria Rickenbach, che nel solco della Riforma cattolica si batteva per la venerazione di una statua della Madonna a Niederrickenbach. Fu sposato prima con Barbara Businger e successivamente con Dorothea Imhof.